# Męska muzyka (singel)
Męska muzyka – singiel lidera zespołu Voo Voo – Wojciecha Waglewskiego i jego synów: Fisza i Emade. Utwór jako jedyny promuje płytę Męska muzyka.

## Twórcy
- Wojciech Waglewski – gitara akustyczna, wokale główne
- Fisz – gitara, syntezatory
- Emade – perkusja, gitara basowa